# Wappenstein (Ichenhausen)

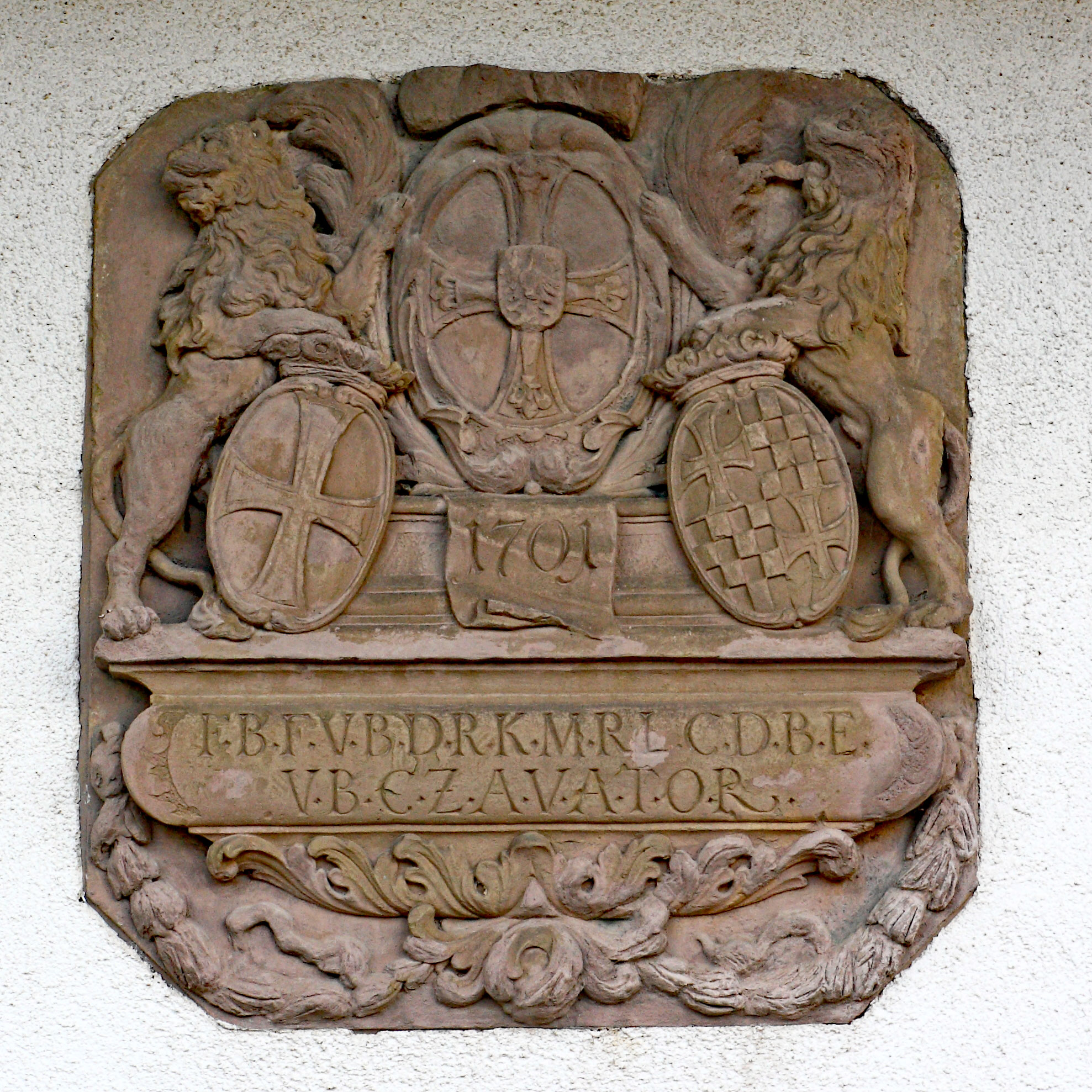
Wappenstein in Ichenhausen

Der Wappenstein in Ichenhausen, einer Stadt im schwäbischen Landkreis Günzburg in Bayern, ist mit der Jahreszahl 1701 bezeichnet. Der im Gebäude mit der Adresse Zur Halde 14b eingemauerte Wappenstein ist ein geschütztes Baudenkmal.
Der Wappenstein stammt vom 1816 abgegangenen Schloss Unterrohr in der heutigen Gemeinde Kammeltal, er wurde vor 2004 in einen Neubau eingemauert. 
Das Sandsteinrelief zeigt zwei Löwen, die drei verschiedene Wappen des Deutschen Ordens halten, der seit 1673 Ort und Schloss Unterrohr besaß. Die Deutschordenskommende Altshausen verwaltete den dortigen Besitz.
Unten ist eine Inschrift in Großbuchstaben zu sehen.